# 간쑤밭쥐
간쑤밭쥐(Caryomys eva)는 비단털쥐과에 속하는 설치류의 일종이다. 에바붉은등밭쥐, 에바밭쥐로도 불린다. 중국의 산악 숲에서 발견된다. 국제 자연 보전 연맹(IUCN)이 "관심대상종"으로 분류하고 있다.

## 특징
간쑤밭쥐는 머리부터 몸까지 길이가 83~100mm까지 자라고, 약 46~60mm의 적당한 길이의 꼬리를 갖고 있다. 등 쪽 털은 진한 불그스레한 갈색을 띠고, 하체는 진한 회색, 조모는 털 끝이 담황색이다. 손 윗면과 발은 진한 갈색이다. 꼬리 윗면은 진한 갈색이고 아랫면은 연한 갈색이지만 근연종 콜란밭쥐(Caryomys inez)의 경우처럼 두가지 색이 뚜렷하게 구별되지는 않는다. 두 종은 어금니의 교두 배열에 의해 구별된다.

## 분포 및 서식지
간쑤밭쥐는 중국 산악 지대의 토착종으로 쓰촨성과 간쑤성, 산시성 (섬서성), 후베이성, 칭하이성, 닝샤 후이족 자치구에서 발견된다. 일반적인 서식지는 해발 2600~4000m의 이끼가 풍부한 습윤 숲이다. 저고도 지역에서 서식하는 붉은등밭쥐류가 생태적 지위를 차지하는 것으로 보인다.

## 생태
간쑤밭쥐는 새싹과 잎, 싹, 풀, 씨앗, 나무 껍질 등을 포함한 식물을 먹는다.

## 보전 상태
간쑤밭쥐는 아주 넓은 분포 범위를 갖고 있으며, 전체 개체수가 많은 것을 추정된다. 종을 특별히 위협하는 요인은 발견되지 않고 있으며, 일부 보호 지역이 분포 지역 범위 안에 있다. 개체수 추이는 알려져 있지 않지만, 멸종위기종으로 분류할 정도로 개체수가 빠르게 감소할 것으로 보이지 않기 때문에 국제 자연 보전 연맹(IUCN)이 보전 등급을 "관심대상종"으로 분류하고 있다.